# Pumpenlose extrakorporale Membranoxygenation
In der Notfall- und Intensivmedizin bezeichnet die pumpenlose extrakorporale Membranoxygenierung bzw. pumpenlose extrakorporale Lungenunterstützung (pECLA) eine Technik, mit der sich bei Patienten mit akutem Lungenversagen unter Vermeidung der Risiken der bekannten Pumpenverfahren Kohlendioxid aus dem Blut entfernen und Sauerstoff zuführen lässt.
Dabei werden zwei großlumige Kanülen in je eine Arterie und Vene, z. B. die Arteria femoralis und die Vena femoralis oder Vena jugularis externa, eingebracht. Über einen relativ kurzen Schlauch fließt das Blut entlang des Druckgefälles durch einen sogenannten Oxygenator, der mit einem Sauerstoff-Stickstoff-Gemisch begast wird. Im klinischen Alltag erfolgt die Dosierung mithilfe eines Schwebekörper-Durchflussmessers. Ergänzt wird das System durch einen kontaktlosen Blutflussmesser.
Entsprechend der Funktionsweise der pECLA ist das Verfahren auf ein ausreichendes oder sogar überhöhtes Herzzeitvolumen angewiesen. Bei der pumpenlosen Lungenunterstützung hängt der extrakorporale Fluss direkt von der, durch das Herz erzeugten, Druckdifferenz von arteriellem zu venösem System ab. Ist der extrakorporale Fluss zu gering, kann mitunter nicht ausreichend Sauerstoff in den Körper eingebracht bzw. nicht ausreichend Kohlenstoffdioxid dem Blutkreislauf entnommen werden. In solchen Fällen bleibt als letzte Möglichkeit der Lungenersatztherapie die Extrakorporale Membranoxygenierung (ECMO).
Die pECLA stellt ein sehr junges Verfahren dar, welches eine wachsende Bedeutung als adjuvante Maßnahme in der Therapie des akuten, reversiblen Lungenversagens z. B. nach Trauma, Pankreatitis, schwerer Pneumonie, Sepsis und ARDS erfährt.